# Драга-Сумарокова, Валерия Францевна
Валерия Францевна Драга-Сумарокова (17 декабря 1896, Москва — 7 апреля 1967, Киев) — советская и украинская актриса театра и кино. Народная артистка УССР (1954).

## Биография
В 1916 году окончила драматическое отделение Московской филармонии.
В том же году дебютировала на сцене. Работала в Ярославском театре (1916—1917), в 1922—1923 годах — в Московском театре Революции, в 1923—1924 годах — Харьковском, Ростовском театрах (1924—1926); с 1926 года — в Киевском Театре имени Леси Украинки.
В 1935—1939 годах выступала на сцене государственного Польского театра в Киеве. Снималась в кино.

## Избранные театральные роли
- Панова («Любовь Яровая» К. Тренёва),
- Комиссар («Оптимистическая трагедия» Вс. Вишневского),
- Каренина («Живой труп» Л. Толстого),
- Аркадина («Чайка» Чехова),
- Елена, Меланья, Василиса, Клеопатра («Дети солнца», «Егор Булычёв и другие», «На дне», «Враги» М. Горького),
- Мамаева, Кручинина («На всякого мудреца довольно простоты», «Без вины виноватые» А. Островского)

## Избранная фильмография
- 1934 — Степные песни
- 1947 — Подвиг разведчика — фрау Поммер,
- 1956 — Главный проспект — эпизод,
- 1956 — Кровавый рассвет — пани,
- 1958 — Годы молодые — аккомпаниатор

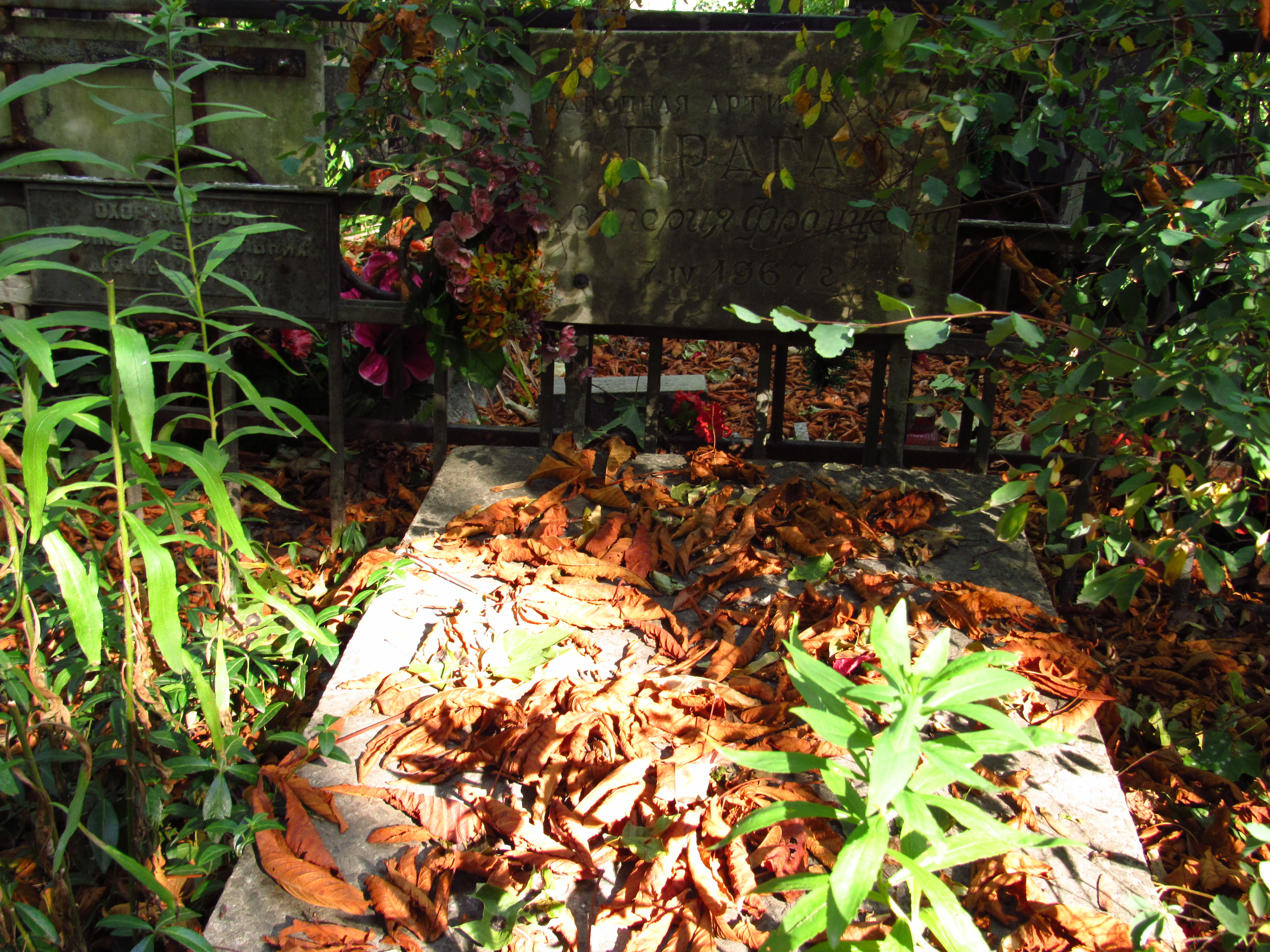
Могила Валерии Драги

Была замужем за актёром и режиссёром Александром Сумароковым.
Скончалась в Киеве 7 апреля 1967 года. Похоронена на Байковом кладбище.